# 3.ª etapa do Tour de France de 2022
A 3.ª etapa do Tour de France de 2022 teve lugar a 3 de julho de 2022 entre Vejle e Sønderborg na Dinamarca sobre um percurso de 182 km. O vencedor foi os neerlandês Dylan Groenewegen do BikeExchange-Jayco e o belga Wout van Aert conseguiu manter a liderança antes do primeiro dia de descanso e o translado a França.

## Classificação da etapa
| Vejle - Sønderborg | etapa plana | (182 km) |

| \| Classificação por etapas \| Classificação por etapas \| Classificação por etapas \| Classificação por etapas \| Classificação por etapas \| \| Ciclista \| Ciclista \| Equipe \| Tempo \| \| \| ------------------------ \| ------------------------ \| ------------------------ \| ------------------------ \| ------------------------ \| \| 1. \| Dylan Groenewegen \| BikeExchange-Jayco \| 4h11m33s \| \| \| 2. \| Wout van Aert \| Jumbo-Visma \| + 0s \| \| \| 3. \| Jasper Philipsen \| Alpecin-Deceuninck \| + 0s \| \| \| 4. \| Peter Sagan \| TotalEnergies \| + 0s \| \| \| 5. \| Fabio Jakobsen \| Quick-Step Alpha Vinyl \| + 0s \| \| \| 6. \| Christophe Laporte \| Jumbo-Visma \| + 0s \| \| \| 7. \| Alberto Dainese \| Team DSM \| + 0s \| \| \| 8. \| Hugo Hofstetter \| Arkéa-Samsic \| + 0s \| \| \| 9. \| Caleb Ewan \| Lotto-Soudal \| + 0s \| \| \| 10. \| Danny van Poppel \| Bora-Hansgrohe \| + 0s \| \| |                    |                        |          |
| |                    |                        |          |
| Fonte: ProCyclingStats |                    |                        |          |
| Classificação por etapas |                    |                        |          |
| Ciclista | Ciclista           | Equipe                 | Tempo    |
| 1. | Dylan Groenewegen  | BikeExchange-Jayco     | 4h11m33s |
| 2. | Wout van Aert      | Jumbo-Visma            | + 0s     |
| 3. | Jasper Philipsen   | Alpecin-Deceuninck     | + 0s     |
| 4. | Peter Sagan        | TotalEnergies          | + 0s     |
| 5. | Fabio Jakobsen     | Quick-Step Alpha Vinyl | + 0s     |
| 6. | Christophe Laporte | Jumbo-Visma            | + 0s     |
| 7. | Alberto Dainese    | Team DSM               | + 0s     |
| 8. | Hugo Hofstetter    | Arkéa-Samsic           | + 0s     |
| 9. | Caleb Ewan         | Lotto-Soudal           | + 0s     |
| 10. | Danny van Poppel   | Bora-Hansgrohe         | + 0s     |

## Classificações ao final da etapa

### Classificação geral(Maillot Jaune)
| \| Classificação geral \| Classificação geral \| Classificação geral \| Classificação geral \| Classificação geral \| \| Ciclista \| Ciclista \| Equipe \| Tempo \| \| \| ------------------- \| -------------------- \| ---------------------- \| ------------------- \| ------------------- \| \| 1. \| Wout van Aert \| Jumbo-Visma \| 9h01m17s \| \| \| 2. \| Yves Lampaert \| Quick-Step Alpha Vinyl \| + 7s \| \| \| 3. \| Tadej Pogačar \| UAE Team Emirates \| + 14s \| \| \| 4. \| Mads Pedersen \| Trek-Segafredo \| + 18s \| \| \| 5. \| Mathieu van der Poel \| Alpecin-Deceuninck \| + 20s \| \| \| 6. \| Jonas Vingegaard \| Jumbo-Visma \| + 22s \| \| \| 7. \| Primož Roglič \| Jumbo-Visma \| + 23s \| \| \| 8. \| Adam Yates \| Ineos Grenadiers \| + 30s \| \| \| 9. \| Michael Matthews \| BikeExchange-Jayco \| + 32s \| \| \| 10. \| Geraint Thomas \| Ineos Grenadiers \| + 32s \| \| |                      |                        |          |
| |                      |                        |          |
| Fonte: ProCyclingStats |                      |                        |          |
| Classificação geral |                      |                        |          |
| Ciclista | Ciclista             | Equipe                 | Tempo    |
| 1. | Wout van Aert        | Jumbo-Visma            | 9h01m17s |
| 2. | Yves Lampaert        | Quick-Step Alpha Vinyl | + 7s     |
| 3. | Tadej Pogačar        | UAE Team Emirates      | + 14s    |
| 4. | Mads Pedersen        | Trek-Segafredo         | + 18s    |
| 5. | Mathieu van der Poel | Alpecin-Deceuninck     | + 20s    |
| 6. | Jonas Vingegaard     | Jumbo-Visma            | + 22s    |
| 7. | Primož Roglič        | Jumbo-Visma            | + 23s    |
| 8. | Adam Yates           | Ineos Grenadiers       | + 30s    |
| 9. | Michael Matthews     | BikeExchange-Jayco     | + 32s    |
| 10. | Geraint Thomas       | Ineos Grenadiers       | + 32s    |

### Classificação por pontos(Maillot Vert)
| Classificação por pontos | Classificação por pontos | Classificação por pontos | Classificação por pontos | Classificação por pontos |
| Ciclista                 | Ciclista                 | Equipe                   | Pontos                   |                          |
| ------------------------ | ------------------------ | ------------------------ | ------------------------ | ------------------------ |
| 1.                       | Wout van Aert            | Jumbo-Visma              | 107 pts                  |                          |
| 2.                       | Fabio Jakobsen           | Quick-Step Alpha Vinyl   | 90 pts                   |                          |
| 3.                       | Dylan Groenewegen        | BikeExchange-Jayco       | 60 pts                   |                          |
| 4.                       | Peter Sagan              | TotalEnergies            | 54 pts                   |                          |
| 5.                       | Magnus Cort              | EF Education-EasyPost    | 42 pts                   |                          |
| 6.                       | Christophe Laporte       | Jumbo-Visma              | 37 pts                   |                          |
| 7.                       | Caleb Ewan               | Lotto-Soudal             | 37 pts                   |                          |
| 8.                       | Jasper Philipsen         | Alpecin-Deceuninck       | 36 pts                   |                          |
| 9.                       | Mads Pedersen            | Trek-Segafredo           | 35 pts                   |                          |
| 10.                      | Danny van Poppel         | Bora-Hansgrohe           | 26 pts                   |                          |

### Classificação da montanha(Maillot à Pois Rouges)
| Classificação da montanha | Classificação da montanha | Classificação da montanha | Classificação da montanha | Classificação da montanha |
| Ciclista                  | Ciclista                  | Equipe                    | Pontos                    |                           |
| ------------------------- | ------------------------- | ------------------------- | ------------------------- | ------------------------- |
| 1.                        | Magnus Cort               | EF Education-EasyPost     | 6 pts                     |                           |
| 2.                        | Quinn Simmons             | Trek-Segafredo            | -1 pt                     |                           |

### Classificação do melhor jovem(Maillot Blanc)
| Classificação dos jovens | Classificação dos jovens | Classificação dos jovens | Classificação dos jovens | Classificação dos jovens |
| Ciclista                 | Ciclista                 | Equipe                   | Tempo                    |                          |
| ------------------------ | ------------------------ | ------------------------ | ------------------------ | ------------------------ |
| 1.                       | Tadej Pogačar            | UAE Team Emirates        | 9h01m31s                 |                          |
| 2.                       | Thomas Pidcock           | Ineos Grenadiers         | + 17s                    |                          |
| 3.                       | Florian Vermeersch       | Lotto-Soudal             | + 26s                    |                          |
| 4.                       | Brandon McNulty          | UAE Team Emirates        | + 36s                    |                          |
| 5.                       | Nils Eekhoff             | Team DSM                 | + 40s                    |                          |
| 6.                       | Quinn Simmons            | Trek-Segafredo           | + 51s                    |                          |
| 7.                       | Kevin Geniets            | Groupama-FDJ             | + 52s                    |                          |
| 8.                       | Andreas Leknessund       | Team DSM                 | + 59s                    |                          |
| 9.                       | Mikkel Bjerg             | UAE Team Emirates        | + 1m05s                  |                          |
| 10.                      | Stefan Bissegger         | EF Education-EasyPost    | + 1m07s                  |                          |

### Classificação por equipas(Classement par Équipe)
| Classificação por equipes | Classificação por equipes          | Classificação por equipes | Classificação por equipes |
| Equipe                    | Equipe                             | Tempo                     |                           |
| ------------------------- | ---------------------------------- | ------------------------- | ------------------------- |
| 1.                        | Jumbo-Visma                        | 27h04m48s                 |                           |
| 2.                        | Ineos Grenadiers                   | + 21s                     |                           |
| 3.                        | Trek-Segafredo                     | + 37s                     |                           |
| 4.                        | Quick-Step Alpha Vinyl             | + 42s                     |                           |
| 5.                        | Bora-Hansgrohe                     | + 57s                     |                           |
| 6.                        | UAE Team Emirates                  | + 1m20s                   |                           |
| 7.                        | BikeExchange-Jayco                 | + 1m35s                   |                           |
| 8.                        | Groupama-FDJ                       | + 1m35s                   |                           |
| 9.                        | Team DSM                           | + 1m44s                   |                           |
| 10.                       | Intermarché-Wanty-Gobert Matériaux | + 1m48s                   |                           |

## Abandonos
Nenhum.